# Вагин, Алексей Павлович
Алексе́й Па́влович Ва́гин (род. 4 мая 1998, Далматово, Курганская область) — российский биатлонист, двукратный чемпион России. Мастер спорта России.

## Биография
Родился в городе Далматово Курганской области в семье профессиональных лыжников. Изначально занимался лыжными гонками у Ольги Андреевны Рычковой, которая также тренировала отца Алексея. А при поступлении в 9-й класс спортивной школы Тюмени перешёл в биатлон. Представлял Тюменскую область на внутренних соревнованиях в течение 4 лет, затем переехал в Югру, за которую выступает в настоящее время.
Личными наставниками спортсмена являются Сергей Геннадьевич Башкиров и Вадим Владимирович Филимонов.
Обучается в Тобольском педагогическом институте.

### Карьера
Неоднократно становился победителем и призёром всероссийских соревнований среди юниоров.
В январе 2019 года принял участие в юниорском чемпионате мира в словацком Брезно-Осрбли, но выступил неудачно, заняв 68-е место в индивидуальной гонке и 83-е в спринте. В следующем сезоне участвовал на этапе юниорского кубка IBU в немецком Арбере, а также на первенстве Европы среди юниоров 2020 года в Хохфильцене, где лучшим результатом стало 15-е место в спринте.
С сезона 2020/21 участвует на внутрироссийских соревнованиях. 
На чемпионате России 2021 года в Ханты-Мансийске выиграл первую награду на взрослом уровне, став вторым в командной гонке, а в 2022 году впервые стал чемпионом страны, выиграв золото смешанной эстафете в составе команды Югры.
Перед сезоном 2022/23 вошёл в состав основной сборной России в группу Сергея Башкирова. В августе 2022 года на первом в истории Кубке Содружества стал третьим в спринте и одержал победу в гонке преследования на летнем этапе в Сочи. По ходу зимнего сезона неоднократно становился призёром этапов Кубка России в эстафетах, а на чемпионате страны 2023 года в Ханты-Мансийске завоевал одну золотую и две бронзовые медали.
В феврале 2024 года стал серебряным призёром масс-старта на главном внутрироссийском старте сезона, спартакиаде сильнейших.

## Личная жизнь
Младший брат Егор (род. 2006) также занимается биатлоном.
В апреле 2022 года женился на Екатерине Санниковой, также биатлонистке, чемпионке мира среди юниорок. 8 июля 2023 года у пары родился сын.